# Unfallflucht (Deutschland)

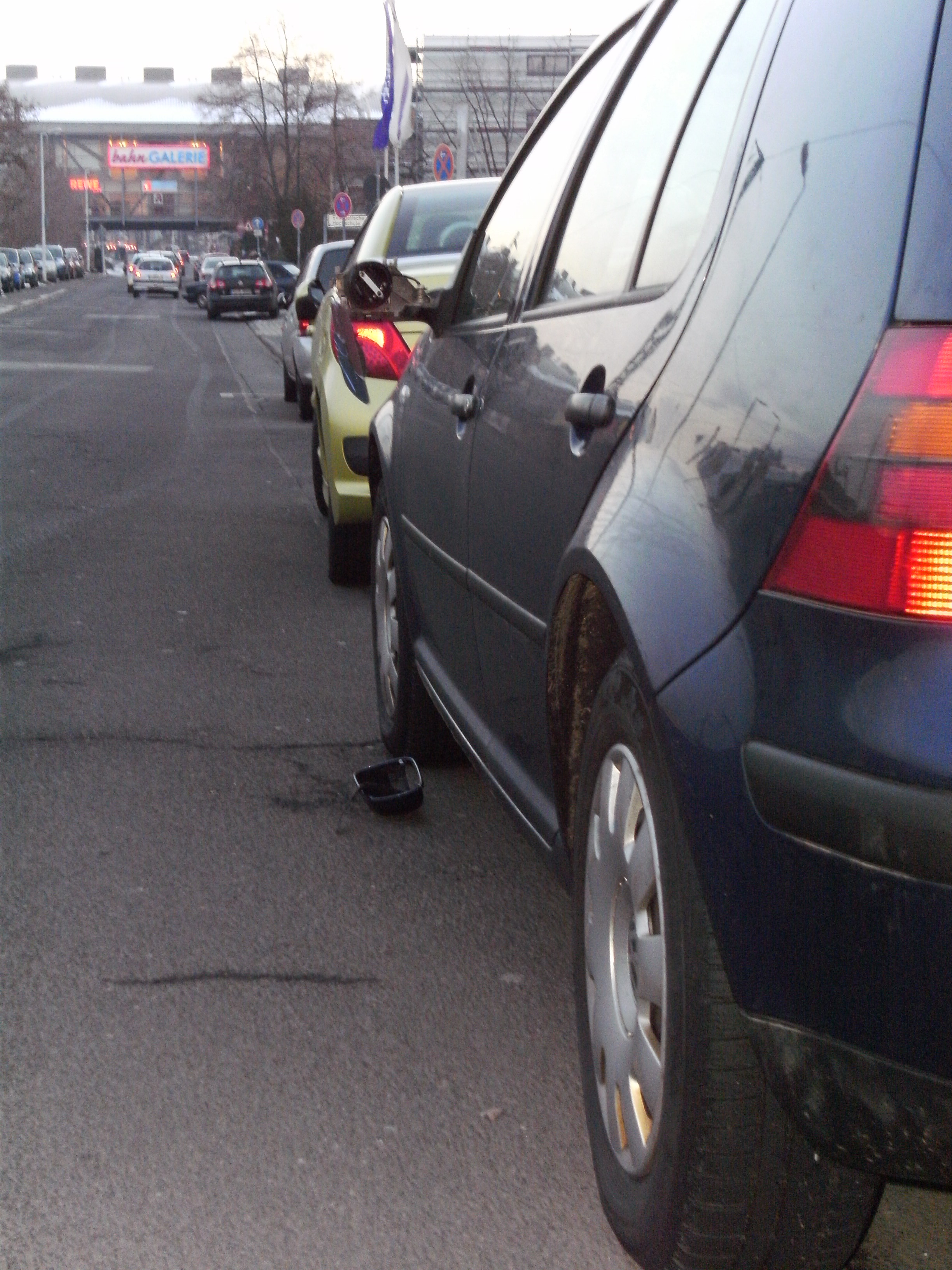
Gängiger Fall der Unfallflucht: abgefahrener Spiegel eines geparkten Fahrzeugs

Die Unfallflucht (auch als Fahrerflucht bezeichnet) ist im deutschen Strafrecht eine Verkehrsstraftat, die in § 142 Strafgesetzbuch (StGB) unter der Bezeichnung Unerlaubtes Entfernen vom Unfallort geregelt ist. Die Strafnorm bezweckt – trotz ihrer systematischen Platzierung inmitten der Delikte gegen die öffentliche Ordnung – vorrangig den Schutz privater Vermögensinteressen. Hierzu erlegt sie Personen, die an einem Verkehrsunfall beteiligt sind, verschiedene Warte- und Auskunftspflichten auf. Diese sollen sicherstellen, dass der durch den Unfall Geschädigte die notwendigen Informationen erhält, um Schadensersatzansprüche gegen den Schädiger bzw. gegen dessen Versicherung geltend zu machen. Um dies zu gewährleisten, stellt § 142 StGB bestimmte Verhaltensweisen unter Strafe, welche die Ermittlung relevanter Informationen über den Hergang eines Verkehrsunfalls verhindern, insbesondere das frühzeitige Entfernen vom Unfallort.
Die Tat kann mit Geldstrafe oder mit Freiheitsstrafe bis zu drei Jahren sanktioniert werden, zur Einziehung der Fahrerlaubnis führen und ein Fahrverbot zur Folge haben. Wegen des Regelstrafrahmens von Freiheitsstrafe bis zu drei Jahren oder Geldstrafe handelt es sich beim unerlaubten Entfernen vom Unfallort gemäß § 12 Abs. 2 StGB um ein Vergehen.
Der Tatbestand des § 142 StGB zählt in der Rechtswissenschaft zu den am schärfsten kritisierten Vorschriften: Zum einen werden seine Tatbestandsmerkmale oft als unzulänglich und teilweise auch als verfassungswidrig beschrieben. Zum anderen stehe die Strafnorm in einem Spannungsverhältnis zum verfassungsrechtlichen Verbot des Zwangs zur Selbstbelastung. Daher ist § 142 StGB seit langem Gegenstand von Reformdiskussionen, die jedoch bislang nur vereinzelt zu Veränderungen der Norm geführt haben.
Die kriminalistische Bedeutung der Unfallflucht ist groß: Jährlich werden etwa 250.000 bis 300.000 Fälle polizeilich erfasst.
Im Vergleich zum deutschsprachigen und zum osteuropäischen Ausland ist die Unfallflucht in Deutschland mit § 142 StGB streng sanktioniert. In Österreich stellt sie ebenso wie in Polen und in Tschechien lediglich eine Verwaltungsübertretung dar, die mit einer Geldstrafe geahndet wird. In der Schweiz ist die Flucht lediglich bei Unfällen strafbar, die zu einem Personenschaden geführt haben. Die anderen deutschen Nachbarländer enthalten demgegenüber ähnliche Regeln wie Deutschland. Dort besitzt die Unterscheidung zwischen Unfällen mit Personen- und mit Sachschäden vor allem für den Strafrahmen und die Strafzumessung Bedeutung. 

## Normierung und Schutzzweck
Der Tatbestand des unerlaubten Entfernens vom Unfallort lautet seit seiner letzten Veränderung am 1. April 1998 wie folgt:
(1) Ein Unfallbeteiligter, der sich nach einem Unfall im Straßenverkehr vom Unfallort entfernt, bevor er
1. zugunsten der anderen Unfallbeteiligten und der Geschädigten die Feststellung seiner Person, seines Fahrzeugs und der Art seiner Beteiligung durch seine Anwesenheit und durch die Angabe, dass er an dem Unfall beteiligt ist, ermöglicht hat oder
2. eine nach den Umständen angemessene Zeit gewartet hat, ohne dass jemand bereit war, die Feststellungen zu treffen,
wird mit Freiheitsstrafe bis zu drei Jahren oder mit Geldstrafe bestraft.
(2) Nach Absatz 1 wird auch ein Unfallbeteiligter bestraft, der sich
1. nach Ablauf der Wartefrist (Abs. 1 Nr. 2) oder
2. berechtigt oder entschuldigt
vom Unfallort entfernt hat und die Feststellungen nicht unverzüglich nachträglich ermöglicht.
(3) Der Verpflichtung, die Feststellungen nachträglich zu ermöglichen, genügt der Unfallbeteiligte, wenn er den Berechtigten (Abs. 1 Nr. 1) oder einer nahe gelegenen Polizeidienststelle mitteilt, dass er an dem Unfall beteiligt gewesen ist, und wenn er seine Anschrift, seinen Aufenthalt sowie das Kennzeichen und den Standort seines Fahrzeugs angibt und dieses zu unverzüglichen Feststellungen für eine ihm zumutbare Zeit zur Verfügung hält. Dies gilt nicht, wenn er durch sein Verhalten die Feststellungen absichtlich vereitelt.
(4) Das Gericht mildert in den Fällen der Absätze 1 und 2 die Strafe (§ 49 Abs. 1) oder kann von Strafe nach diesen Vorschriften absehen, wenn der Unfallbeteiligte innerhalb von vierundzwanzig Stunden nach einem Unfall außerhalb des fließenden Verkehrs, der ausschließlich nicht bedeutenden Sachschaden zur Folge hat, freiwillig die Feststellungen nachträglich ermöglicht (Abs. 3).
Die Strafvorschrift dient dem Schutz des Vermögens von Personen, die bei Verkehrsunfällen geschädigt worden sind. Sie soll gewährleisten, dass Geschädigte die Möglichkeit haben, bezüglich des Unfalls die Feststellungen durchzuführen, die sie benötigen, um ihre zivilrechtlichen Ersatzansprüche gegen den Schädiger zu sichern. Der Gesetzgeber sieht diese Ansprüche durch die hohe Mobilität der Verkehrsteilnehmer und Fluchtneigungen nach Unfällen gefährdet, die eine rasche Flucht vom Unfallort begünstigen. Zu diesem Zweck erlegt § 142 StGB allen Unfallbeteiligten verschiedene strafbewehrte Pflichten auf, die es Geschädigten erleichtern, die notwendigen Informationen über den Unfall zu verschaffen. Für die Strafbarkeit kommt es nicht darauf an, ob es zu einer tatsächlichen Erschwernis bei der Anspruchsverfolgung kommt; bereits die abstrakte Möglichkeit einer Erschwernis genügt. Daher handelt es sich bei § 142 StGB strukturell um ein abstraktes Vermögensgefährdungsdelikt.
Als zusätzlichen Schutzzweck nennen einige Rechtswissenschaftler die Verhinderung von Selbstjustiz im Straßenverkehr, etwa durch das Verfolgen des flüchtigen Täters. Hiernach werden also zusätzlich die Sicherheit und die Funktionsfähigkeit des Straßenverkehrs geschützt.

### Vorläufer des § 142 StGB in polizeilichen Rechtsverordnungen
Schon in der Frühzeit des Automobils Ende des 19. Jahrhunderts ergab sich das Problem, dass sich bei Verkehrsunfällen Beteiligte rasch vom Ort des Geschehens entfernen konnten, ohne identifiziert zu werden. Das Deutsche Reich konnte eine reichsweit einheitliche Regelung jedoch zunächst nicht realisieren, da ihm die Gesetzgebungskompetenz zur Regelung des Kraftfahrzeugverkehrs fehlte. Da die Landesgesetzgeber zum Problem der Unfallflucht keine Regelungen trafen, begannen einige örtliche Gefahrenabwehrbehörden zu Beginn des 20. Jahrhunderts damit, für ihre begrenzten regionalen Zuständigkeitsbereiche Verordnungen zu erlassen, welche die Beteiligten eines Unfalls dazu verpflichteten, nach dem Unfall anzuhalten und Hilfe zu leisten. Der Verstoß gegen eine solche Verordnung konnte gemäß § 366 Nr. 10 StGB als Übertretung mit Geldstrafe oder vierzehntägiger Haft bestraft werden. Insgesamt kamen 31 solcher Verordnungen zustande. Die früheste war die 1899 erlassene Verordnung, die Fahrräder und Automobile betreffend des Großherzogtums Hessen. Eine große Reichweite hatte die Berliner Polizeiverordnung von 1901, die in den übrigen Regionen Preußens als Regelungsvorbild aufgegriffen wurde.

### Vereinheitlichung der Rechtslage durch das Gesetz über den Verkehr mit Kraftfahrzeugen vom 3. Mai 1909
Die 31 unterschiedlichen Regelungen, die in vielen Einzelfragen voneinander abwichen, führten zu einer erheblichen Rechtszersplitterung, die angesichts des zunehmenden grenzüberschreitenden Automobilverkehrs als lästig empfunden wurde. Daher verständigten sich die Länder zunächst darauf, ihre Regelungen einander anzugleichen. Vorbild hierfür waren die im Mai 1906 beschlossenen Regelungsempfehlungen des Bundesrats, die sich ihrerseits an der Berliner Polizeiverordnung von 1901 orientierten. Diese Empfehlung verpflichtete Fahrzeugführer in § 18 Abs. 7, anzuhalten und die gebotene Hilfe zu leisten, wenn sie in Verkehrsunfälle verwickelt wurden. Der Verstoß gegen diese Norm war nach § 366 Nr. 10 StGB als Übertretung strafbar. Die Umsetzung der Empfehlung des Bundesrats führte zu einer reichsweiten Vereinheitlichung des Straßenverkehrsrechts.
Um eine weitergehende Vereinheitlichung durch Reichsgesetz zu bewirken, verschaffte sich das Reich die Gesetzgebungskompetenz für den Kraftfahrzeugverkehr und arbeitete eine erste deutschlandweit einheitliche Regelung zum Umgang mit Kraftfahrzeugen aus: das Gesetz über den Verkehr mit Kraftfahrzeugen vom 3. Mai 1909 (KFG), ein Vorläufer des heutigen Straßenverkehrsgesetzes. Bei der Ausarbeitung des KFG hatte der Gesetzgeber ursprünglich lediglich bezweckt, Regelungen zur Haftung, zur Kennzeichnung von Fahrzeugen und zur Fahrerlaubnis zu treffen; eine Strafnorm zur Unfallflucht war nicht geplant. Im Gesetzgebungsverfahren kamen jedoch Zweifel daran auf, ob hierdurch die Verkehrsteilnehmer hinreichend geschützt würden. Hierzu trug bei, dass sich der Gesetzgeber dagegen entschieden hatte, eine Zwangsgenossenschaft für Verkehrsunfälle zu bilden, die nach dem Vorbild der gesetzlichen Unfallversicherung für Unfallfolgen eingestanden hätten. Dadurch hatten Unfallgeschädigte nur dann Aussicht auf Ersatz, wenn sie den Schädiger identifizieren konnten. Daher beschloss der Gesetzgeber, zusätzlich strafbewehrte Verhaltenspflichten für Unfallsituationen ins KFG aufzunehmen. Der neugeschaffene § 22 KFG war als Unternehmensdelikt ausgestaltet und lautete:
Anders als § 18 Abs. 7 der Bundesratsempfehlung sprach diese Regelung im Schwerpunkt kein Hilfeleistungsgebot aus, sondern ein Fluchtverbot. Begründet wurde diese Regelung damit, dass die Allgemeinheit ein Interesse an den genannten Feststellungen hatte. Diese Ungenauigkeit bei der Darstellung des Normzwecks führte in der Folgezeit zur Streitfrage, welche Funktion diese Norm im StGB erfüllte.

### Aufnahme der Unfallflucht in das Kernstrafrecht durch §139a StGB
Nach Inkrafttreten des § 22 KFG wurde mehrfach vorgeschlagen, diese Vorschrift in das StGB – das den Kernbestand des Strafrechts enthielt – zu überführen. Diese Vorschläge wurden jedoch aus verschiedenen Gründen nicht in die Tat umgesetzt. Daher blieb der Tatbestand der Unfallflucht in der Folgezeit im Wesentlichen unverändert. Eine geringfügige Veränderung der Norm erfolgte durch das Gesetz vom 21. Juli 1923 zu nennen, das Unfälle mit Kleinkrafträdern aus dem Anwendungsbereich der Norm herausnahm. Zum einen wurden diese im Vergleich zu anderen Kraftfahrzeugen als weniger gefährlich angesehen, zum anderen wollte der Gesetzgeber den Bau von Kleinkrafträdern fördern. Zu einer weiteren Änderung kam es durch Verordnung vom 6. Februar 1924, die den Rahmen für Geldstrafen an die Währungsreform von Oktober 1923 anpasste.
Eine größere Überarbeitung erfuhr die Norm durch die Nationalsozialisten. Mit der Verordnung zur Änderung der Strafvorschriften über fahrlässige Tötung, Körperverletzung und Flucht bei Verkehrsunfällen vom 2. April 1940 hoben sie § 22 KFG auf und überführten dessen Tatbestand mit einigen Änderungen als § 139a ins StGB. Diese Norm lautete:
(2) Der Versuch ist strafbar.
Im Vergleich zu § 22 KFG ergaben sich mehrere Unterschiede: Zunächst erweiterte die Vorschrift den Täterkreis des § 22 KFG auf alle Personen, die zum Unfall beigetragen haben konnten. Ferner bezog sie auch Unfälle ohne Beteiligung von Kraftfahrzeugen ein. Überdies verschärfte sie die Feststellungsduldungspflichten des Unfallbeteiligten. Außerdem stellte sie den Versuch ausdrücklich unter Strafe. Schließlich erhöhte sie den Strafrahmen.
Mit der Reform waren sowohl ideologische als auch praktische Ziele verbunden. Laut Staatssekretär Roland Freisler sollte die Neufassung die Bekämpfung der Feigheit und Rücksichtslosigkeit fördern, die das Fliehen vom Unfallort kennzeichne. Daher wurde der Paragraph trotz seines individualschützenden Charakters im Abschnitt der Straftaten gegen die öffentlichen Ordnung (§§ 123-145d StGB) platziert. Mit der Versuchsregelung sollte sichergestellt werden, dass der Verzicht auf den bisher gebrauchten Begriff des „Unternehmens“ den Anwendungsbereich der Strafnorm nicht verkürzt. Die Straflosigkeitsregelung wurde abgeschafft, weil ein Missbrauch dieser Regelung befürchtet wurde. Die Erhöhung des Strafrahmens entsprach einem Wunsch aus der Praxis, in der die bisherige Höchststrafe von zwei Monaten Gefängnis als zu niedrig erachtet wurde. Gleiches gilt für die Ausdehnung der Feststellungspflichten, die allmählich als lückenhaft empfunden wurden, weil sie keine Informationen zum Unfallhergang erfassten, etwa die Alkoholisierung eines Beteiligten oder die Fahruntüchtigkeit eines Unfallfahrzeugs.

### Fortbestand und Weiterentwicklung als §142 StGB

#### Fortgeltung des Tatbestands der Unfallflucht nach 1945
Nach dem Zweiten Weltkrieg ließen die Alliierten das StGB in Kraft und hoben lediglich diejenigen Vorschriften auf, die durch nationalsozialistisches Gedankengut geprägt waren. An § 139a StGB nahmen sie keinen Anstoß, weshalb diese Norm fortgalt. Mit dem Strafrechtsänderungsgesetz vom 4. August 1953, das eine umfassendere Überarbeitung des StGB bezweckte, verschob der Gesetzgeber die Strafvorschrift auf den Paragraphen § 142, ohne hierbei eine inhaltliche Änderung vorzunehmen.
In der Folgezeit kam es zu einem starken Anstieg der Kraftfahrzeuge, wodurch sich § 142 StGB zu einer äußerst praxisrelevanten Vorschrift entwickelte. Die Rechtsprechung tat sich jedoch schwer damit, die Norm konsistent anzuwenden, weil sie zunehmend als zu knapp, unpraktikabel und unpräzise empfunden wurde. Umstritten war insbesondere, welches Rechtsgut § 142 StGB schützte und ob die Norm mit dem Verbot des Selbstbelastungszwangs (nemo tenetur se ipsem accusare) vereinbar war. In der Konsequenz galt § 142 StGB vielen als eine der missglücktesten Normen des StGB. Die Rechtsprechung tendierte anfänglich zu einer weiten Auslegung der Norm und interpretierte sie als Delikt zum Schutz des Straßenverkehrs und der Rechtspflege, das die Aufklärung von Unfällen erleichtern sollte. Dementsprechend leitete sie in den frühen 1950er Jahren aus der Vorschrift eine Pflicht zum Warten auf feststellungsbereite Personen, eine Pflicht zur Rückkehr an den Unfallort und ein Gebot zur Anzeige von Unfällen an. Später ging sie allerdings dazu über, den Zweck der Vorschrift im Schutz der Ansprüche des Unfallgeschädigten zu erblicken.
Aufgrund der verfassungsrechtlichen Zweifel an der Norm wurde ihre Verfassungskonformität dem Bundesverfassungsgericht 1963 im Rahmen einer Verfassungsbeschwerde zur Prüfung vorgelegt. Das Gericht hielt § 142 StGB trotz der Kritikpunkte für mit der Verfassung vereinbar. Die Vorschrift verfolge ein legitimes Ziel, indem sie es Unfallgeschädigten ermöglichen will, ihre Ansprüche zu sichern. Sie helfe dabei, dieses Ziel zu erreichen, indem sie von der Unfallflucht abschreckt. Sie verstoße auch nicht gegen das nemo-tenetur-Prinzip, da sie nicht zur Selbstbelastung zwinge, sondern lediglich die Selbstbegünstigung durch Flucht untersage. Dies sei zum Schutz der Feststellungsinteressen Geschädigter angemessen.
Dennoch war § 142 StGB aufgrund der beschriebenen Kritikpunkte häufig Gegenstand von Reformdiskussionen. Mehrere Kommissionen berieten über die Veränderung der Strafvorschrift; zum Teil wurden grundlegende Neufassungen vorgeschlagen. Jedoch kam über lange Zeit kein Reformvorschlag über das Entwurfsstadium hinaus. So kam es in der Folgezeit lediglich zu geringfügigen Änderungen an § 142 StGB.
Seine erste Anpassung erfuhr § 142 StGB durch das erste Strafrechtsreformgesetz vom 25. Juni 1969. Hierbei wurden im Zuge der Abschaffung der Zuchthausstrafe die angedrohten Strafen Gefängnis und Zuchthaus durch die einheitliche Freiheitsstrafe ersetzt. Am 2. März 1974 beschloss der Gesetzgeber geringfügige sprachliche Änderungen an der Strafnorm, die am 1. Januar 1975 wirksam wurden.

#### Neufassung von 1975
Eine umfassende Überarbeitung erfuhr die Norm mit Wirkung zum 21. Juni 1975. Mit dieser Reform wollte der Gesetzgeber die Probleme auflösen, die mit der bisherigen Fassung der Norm verbunden waren. Infolgedessen wurde die Norm sprachlich neu gefasst und erhielt im Wesentlichen ihre heutige Struktur. In der Sache war hiermit allerdings keine große Änderung verbunden, da der Gesetzgeber im Wesentlichen das bisherige von der Rechtsprechung entwickelte Pflichtenprogramm kodifizierte. Zudem schaffte er die besonders schweren Fälle ab und legte eine Höchststrafe von drei Jahren Freiheitsstrafe fest.
Dadurch, dass der Gesetzgeber die Norm effektiv kaum geändert hatte, blieb diese weiterhin umstritten. § 142 StGB sah sich starker Kritik aus dem Schrifttum ausgesetzt; einige Stimmen hielten ihn sogar für verfassungswidrig. Die Norm sei übermäßig kompliziert sowie schwer verständlich aufgebaut und verwende zu viele unbestimmte Rechtsbegriffe. Daher verstoße die Norm gegen das strafrechtliche Bestimmtheitsgebot (Art. 103 Abs. 2 GG). Überdies könne die Norm den Täter zu einer Selbstbelastung verpflichten, etwa im Hinblick auf eine Trunkenheitsfahrt (§ 316 StGB). Entgegen der Sichtweise des BVerfG sei diese Vorschrift daher mit dem nemo-tenetur-Prinzip nicht vereinbar. Insgesamt wurde die Vorschrift von vielen als eine der missglücktesten Normen des StGB angesehen.

#### Ergänzung durch das sechste Strafrechtsreformgesetz von 1998 und weitere Entwicklungen
Ein weiterer Aspekt, der auch nach der Reform von 1975 intensiv debattiert wurde, waren die Rechtsfolgen der Norm. In der Diskussion stand zum einen, ob am gegenwärtigen Strafrahmen der Norm festzuhalten war, ob er zu senken oder zu erhöhen war. Strittig war darüber hinaus, ob in § 142 StGB eine Bestimmung zur tätigen Reue als Strafmilderungs- oder sogar Strafaufhebungsgrund einzufügen war. Während der Gesetzgeber die Strafrahmenanpassung nicht weiter verfolgte, griff er die Forderung nach einer tätigen Reue auf. Auf Initiative des Landes Rheinland-Pfalz nahm er einen entsprechenden Entwurf in die Ausarbeitung des sechsten Strafrechtsreformgesetzes auf, das am 1. April 1998 in Kraft trat. Die Reform führte in § 142 Abs. 4 StGB eine Bestimmung ein, die dem Täter die Möglichkeit gab, nach Vollendung des Delikts bei geringfügigen Unfällen Straflosigkeit oder wenigstens eine Strafmilderung zu erlangen. Voraussetzung hierfür war, dass er nachträglich die Feststellungen ermöglicht, die er bereits am Unfallort hätte ermöglichen müssen.
Allerdings erfuhr auch diese Gesetzesänderung in der Rechtswissenschaft Kritik: So seien die Anforderungen, unter denen tätige Reue gewährt wird, zu hoch und gehen über die Reueregelungen in anderen Tatbeständen weit hinaus. Gleichzeitig sei die Rechtsfolge der Reueregelung, die bloße Möglichkeit der Strafmilderung zu schwach. Daher betrachten viele § 142 StGB auch heute noch äußerst kritisch. Zurzeit stehen die Erweiterung der Regelung zur tätigen Reue und die Einführung eines Strafantragserfordernisses im Mittelpunkt der Diskussion. Reformvorschläge aus jüngerer Vergangenheit schlagen vor, die Strafmilderungsmöglichkeit des § 142 Abs. 4 StGB zu einem Strafaufhebungsgrund weiterzuentwickeln, ihren zeitlichen Anwendungsbereich auf 48 Stunden zu erweitern und ihre Begrenzung auf geringfügige Sachschäden aufzugeben. Vorgeschlagen wird allerdings auch, die vermögensschützende Funktion der Norm stärker herauszustellen und in § 142 Abs. 1 StGB als zusätzliche Tatbestandsvoraussetzung das Vereiteln der Ansprüche des Geschädigten einzufügen.
Im April 2023 wurden Pläne des Justizministeriums bekannt, die Verkehrsunfallflucht für Unfälle, die lediglich zu einem Sachschaden führen, zu einer Ordnungswidrigkeit herabzustufen.

## Tatbestand

### Tatsituation

#### Unfall im Straßenverkehr
Der Tatbestand erfordert zunächst einen Unfall, der sich im Straßenverkehr ereignet hat. Bei einem Unfall handelt es sich um ein plötzliches Ereignis, das von mindestens einem Beteiligten ungewollt verursacht wird und das mit den Gefahren des Straßenverkehrs in ursächlichem Zusammenhang steht.
Zum Straßenverkehr zählt der gesamte Straßenverkehrsraum, der einem unbestimmten Personenkreis offen steht. Dies umfasst insbesondere öffentliche Straßen und Wege. Doch auch auf private Flächen kann dies zutreffen, so etwa auf Tankstellen, Parkhäuser und Parkplätze. Der Bahn-, Luft- und Schifffahrtsverkehr sowie das Parkdeck eines Fährschiffs zählen demgegenüber nicht mehr zum Straßenverkehr.
Notwendig ist ferner, dass der Unfall in ursächlichem Zusammenhang mit den Gefahren des Straßenverkehrs steht, er sich also als Realisierung eines verkehrstypischen Risikos erweist. Ein solcher Gefahrenzusammenhang besteht insbesondere, wenn Verkehrsteilnehmer im fließenden Verkehr miteinander kollidieren. Doch auch bei Unfällen im ruhenden Verkehr kann der notwendige Gefahrenzusammenhang vorliegen. So verhält es sich etwa, wenn ein Fahrer einen im öffentlichen Straßenverkehr abgestellten Lkw belädt und dabei ein anderes Fahrzeug beschädigt. Da sich § 142 StGB auf die Gefahren des Straßenverkehrs bezieht, setzt er keine Beteiligung von Kraftfahrzeugen voraus. Dementsprechend können auch solche Unfälle tatbestandsmäßig sein, an denen ausschließlich Fußgänger beteiligt sind.
Umstritten ist, ob ein hinreichender Zusammenhang bei Einkaufswagen besteht, die auf dem Parkplatz eines Supermarkts aufgrund von Unachtsamkeit wegrollen und fremde Fahrzeuge beschädigen. Gegen die Annahme eines Straßenverkehrsunfalls wird angeführt, dass diese Kollision in keinem Zusammenhang mit dem Unfallpotential eines Kraftfahrzeugs steht. Befürworter argumentieren, dass auch bei öffentlichen Parkplätzen die Gefahr einer schnellen Flucht des Täters besteht, wodurch die gesteigerte Gefahr besteht, dass der Geschädigte seine Ansprüche nicht effektiv verfolgen kann.
Kontrovers erläutert wird ferner, ob der Gefahrenzusammenhang in Fällen vorliegt, in denen das Schadensereignis von einem Beteiligten vorsätzlich herbeigeführt wird. Die Rechtsprechung bejaht dies, sofern der Unfall von zumindest einem anderen Beteiligten nicht gewollt wird, da sich das Geschehen zumindest aus dessen Perspektive als unfreiwilliges Schadensereignis darstellt. Hiernach liegt beispielsweise auch dann eine Straßenverkehrsunfall vor, wenn der Täter während einer Verfolgungsfahrt mit der Polizei von einem Polizeiwagen gerammt wird. Dass der Unfall vorsätzlich verursacht wird, führt allerdings unstrittig dann zum Ausschluss einer Strafbarkeit nach § 142 StGB, wenn sich das Schadensereignis nach seinem äußeren Erscheinungsbild nicht als Resultat einer Straßenverkehrsgefahr, sondern einer deliktischen Planung erweist. Kein Unfall liegt daher vor, wenn ein Beifahrer Mülltonnen am Fahrbahnrand greift und gegen andere Fahrzeuge schleudert. Gleiches gilt, wenn jemand aus einem fahrenden Lkw Flaschen auf andere Fahrzeuge wirft.

#### Schaden als Folge des Unfalls
Schließlich muss der Unfall zu einem nicht unerheblichen Personen- oder Sachschaden führen. Ein Personenschaden ist unerheblich, wenn er die körperliche Integrität des Unfallopfers lediglich geringfügig beeinträchtigt, etwa weil es sich lediglich um leichte Hautabschürfungen oder eine Beschmutzung durch Pfützenspritzer handelt. Bei Sachschäden ist eine Unerheblichkeit gegeben, wenn es sich um einen Schaden handelt, bei dem typischerweise kein Schadensersatzanspruch geltend gemacht wird. Als Richtwerte werden in der Rechtspraxis Obergrenzen zwischen 25 € und 50 € angesetzt. Teilweise wird erst ein Betrag von 150 € für ausreichend gehalten, da in der Regel erst in dieser Größenordnung Schadensersatzansprüche typischerweise gerichtlich geltend gemacht werden. Bei niedrigeren Schadenssummen bestehe kein Bedürfnis zur Beweissicherung, das § 142 StGB schützen könnte.
Der Tatbestand ist nicht erfüllt, wenn lediglich der Täter einen Schaden erleidet, da in diesem Fall keine andere Person ein Bedürfnis nach Beweissicherung besitzt, der Schutzzweck der Norm also nicht berührt wird. Ebenso verhält es sich, wenn der Täter mit einem Fahrzeug verunfallt, das er unter Eigentumsvorbehalt erworben hat: Zwar liegt das Eigentum nicht beim Unfallfahrer, sondern beim Veräußerer, wirtschaftlich gesehen schädigt der Täter jedoch lediglich sich selbst. Handelt es sich bei dem beschädigten Fahrzeug des Unfallfahrers um ein geleastes Fahrzeug, liegt eine bloße Selbstschädigung vor, wenn der Leasingnehmer aus dem Leasingvertrag für alle Schäden am Fahrzeug haftet, da der Leasinggeber wegen dieser umfassenden Einstandspflicht nicht um die Durchsetzung seiner Ansprüche fürchten muss.

### Unfallbeteiligter
Täter im Sinne der Norm kann nur ein Unfallbeteiligter sein. Wegen dieser Einschränkung des Täterkreises stellt § 142 StGB ein Sonderdelikt dar, was sich nach § 28 Abs. 1 StGB auf die Strafbarkeit von Beteiligten auswirkt.
Gemäß § 142 Abs. 5 StGB ist unfallbeteiligt, wer nach den Umständen des Einzelfalls zur Verursachung des Unfalls beigetragen haben kann. § 142 Abs. 5 StGB beschränkt sich nicht auf Fahrzeugführer, sodass auch Beifahrer oder andere Dritte Unfallbeteiligte sein können. Die Unfallbeteiligung kann sich zunächst aus einem Verhalten ergeben, das unmittelbar zur Kollision geführt hat, etwa das Fahren des Unfallfahrzeugs. Verhaltensweisen, die bloß mittelbar zum Unfall beigetragen haben, genügen, sofern sie verkehrswidrig sind. Beispielhaft sind das Ablenken oder Behindern des Fahrers durch den Beifahrer oder das Überlassen des Fahrzeugs an eine erkennbar fahruntüchtige Person.
Um den Geschädigten möglichst weitgehend zu schützen, verlangt Abs. 5 nicht, dass die Voraussetzungen eines Beitragens zur Unfallverursachung tatsächlich gegeben sind. Vielmehr genügt bereits, dass nach Unfalleintritt konkrete Anhaltspunkte für eine Beteiligung bestehen. Die Eigenschaft als Unfallbeteiligter entfällt deshalb nicht rückwirkend dadurch, dass sich später herausstellt, dass man keinen Beitrag zum Unfall geleistet hat.

### Tathandlungen

#### Tatbestandsstruktur
§ 142 StGB enthält vier Tathandlungen, die auf die Abs. 1 und 2 aufgeteilt sind. Diese Absätze stehen zueinander in einem Stufenverhältnis: Nur wenn sich der Täter nicht nach Abs. 1 strafbar gemacht hat, kommt eine Strafbarkeit nach Abs. 2 in Betracht. Beide Absätze stellen jeweils eine bestimmte Pflichtverletzung unter Strafe: Abs. 1 verpflichtet den Täter dazu, am Unfallort Feststellungen zugunsten des Geschädigten ermöglichen; Abs. 2 verpflichtet zum Ermöglichen von Feststellungen nach Verlassen des Unfallorts.

#### Absatz1: Sich entfernen

##### Entfernen vom Unfallort
Abs. 1 enthält zwei Tathandlungen, die beide das Entfernen vom Unfallort zum Gegenstand haben. Welche einschlägig ist, richtet sich danach, ob am Tatort Personen anwesend sind, die bereit sind, zugunsten des Geschädigten Feststellungen vorzunehmen.
Der Unfallort ist die Stelle, an der sich der Straßenverkehrsunfall ereignet hat. Er umfasst neben dem unmittelbaren Ort des Geschehens auch den Bereich, innerhalb dessen ein Aufenthalt von Beteiligten nach den Umständen des Einzelfalls noch zu erwarten ist.
Der Täter entfernt sich vom Unfallort, indem er eine räumliche Distanz zu diesem herstellt, die ausschließt, dass der Täter seine Pflicht zur Duldung von Feststellungen erfüllen kann. Dies ist der Fall, wenn nach dem äußerlichen Anschein nicht mehr ohne Weiteres erkennbar ist, dass der Täter am Unfall beteiligt war. Kein tatbestandsmäßiges Entfernen liegt vor, falls der Unfallbeteiligte ohne eigenen Willen von der Unfallstelle weggebracht wird, beispielsweise bei einer Einlieferung ins Krankenhaus oder bei der polizeilichen Abführung zur Vornahme einer Blutentnahme. Mangels Herstellens räumlicher Distanz zum Geschehen liegt darüber hinaus kein Entfernen vor, falls sich der Täter an einer schlecht einsehbaren Stelle am unmittelbaren Unfallort versteckt.

##### Nummer1: Trotz anwesender feststellungsbereiter Personen
Diese Handlungsalternative wird verwirklicht, wenn sich der Täter von der Unfallstelle entfernt, obwohl dort feststellungsbereite Personen anwesend sind. Aus dieser Tatbestandsalternative folgt die Pflicht des Unfallbeteiligten, nach einem Unfall am Unfallort zu verbleiben und solche Feststellungen zu dulden, die zur Sicherung der Ansprüche des Geschädigten notwendig sind. Kommen allerdings von vornherein keine Ersatzansprüche in Betracht, etwa weil der Fahrer des Unfallwagens der einzige Geschädigte ist, entfällt die Wartepflicht.
Da im Strafrecht keine Pflicht zur Selbstbelastung besteht, ist der Täter grundsätzlich nur dazu verpflichtet, auf Nachfrage des Feststellenden Angaben zum Unfall zu machen. Daher trifft ihn Insbesondere keine Pflicht, sich ohne Nachfrage zu belasten oder auf Schäden an fremden Gütern hinzuweisen. Allerdings muss sich der Täter gegenüber anderen als Unfallbeteiligter zu erkennen geben.
Die Feststellungen können sowohl durch die Polizei erfolgen als auch durch andere Personen, die hierzu bereit sind. Als Informationen, die typischerweise Gegenstand der Feststellung sind, nennt § 142 StGB die Person des Täters, das Unfallfahrzeug und die Art der Beteiligung am Unfall.
Sobald der Unfallbeteiligte alle erfragten Informationen mitgeteilt hat, erlischt seine Anwesenheitspflicht, sodass er sich vom Unfallort entfernen darf. Diese Pflicht entfällt ferner dadurch, dass die übrigen Unfallbeteiligten ausdrücklich oder durch schlüssiges Handeln auf die Ermittlung weiterer Informationen verzichten. Möglich ist auch ein mutmaßlicher Verzicht auf die Anwesenheit am Unfallort. Die Annahme eines solchen kommt vor allem dann in Betracht, wenn die Ansprüche des Geschädigten nicht gefährdet sind; etwa weil der Täter einen Angehörigen schädigt. Ein erklärter Verzicht auf Feststellungen ist jedoch unbeachtlich, falls er durch Gewalt oder Drohung herbeigeführt wird. Erschleicht der Täter eine Einwilligung durch Täuschen, etwa durch das Angeben falscher Personalien, liegt nach vorherrschender Auffassung ebenfalls kein wirksamer Verzicht vor. Gleiches gilt, wenn der Verzichtende minderjährig ist und daher die Tragweite seiner Entscheidung nicht erkennen kann.

##### Nummer2: Nach Ablauf einer angemessenen Wartefrist
Ist keine feststellungsbereite Person an der Unfallstelle anwesend, so ist der Täter verpflichtet, dort auf das Eintreffen einer solchen Person zu warten, damit diese die notwendigen Feststellungen zugunsten des abwesenden Geschädigten vornehmen kann. Die Dauer der Wartepflicht ist gesetzlich nicht normiert, sodass sie von den Gerichten im Einzelfall bestimmt wird. Hierfür sind die Umstände des Unfalls maßgeblich, insbesondere Ort und Zeit, die Witterungsbedingungen sowie die Höhe des verursachten Schadens. Bei Unfällen mit geringem Sachschaden hält die Rechtsprechung regelmäßig eine Wartezeit von bis zu einer halben Stunde angemessen. Bei Personenschäden ist in der Regel mindestens eine Stunde zu warten. Die gebotene Wartezeit kann der Täter verkürzen, indem er am Unfallort Maßnahmen trifft, die dem Geschädigten die spätere eventuelle Beweisführung erleichtern, etwa durch Hinterlassen eines Zettels am Wagen des Geschädigten oder durch Benachrichtigen der Polizei. Solche Maßnahmen lassen die Wartepflicht jedoch grundsätzlich nicht entfallen.
Treffen während des Wartens feststellungsbereite Personen am Unfallort ein, ist der Täter nach § 142 Abs. 1 Nr. 1 StGB zur Duldung der notwendigen Feststellungen verpflichtet. Entfernt sich ein Unfallbeteiligter von der Unfallstelle nach Ablauf der Wartefrist, so sind seine Verpflichtungen, Maßnahmen zur Schadenregulierung zu treffen, hiermit nicht beendet. Der Gesetzgeber verlangt in diesem Fall vielmehr, dass sich der Unfallbeteiligte beim Berechtigten oder einer nahegelegenen Polizeidienststelle meldet und die erforderlichen Angaben macht. Darüber hinaus muss er seinen eigenen Aufenthaltsort und den Abstellort seines Fahrzeugs bekanntgeben und sich für weitergehende Feststellungen bereithalten.

#### Absätze2 und3: Kein Ermöglichen nachträglicher Feststellungen
Nach Abs. 2 macht sich strafbar, wer sich vom Unfallort in einer Weise entfernt, die nicht den Tatbestand des Abs. 1 erfüllt. Abs. 2 nennt hierzu mehrere Fälle, aufgeteilt auf zwei Nummern: Das Entfernen nach Ablauf einer angemessenen Wartefrist (Nr. 1) sowie das berechtigte oder entschuldigte Entfernen (Nr. 2). In solchen Fällen ist der Täter verpflichtet, die notwendigen Feststellungen unverzüglich nachzuholen. Da der Strafvorwurf hier in einem Unterlassen liegt, handelt es sich bei Abs. 2 um ein Unterlassungsdelikt.
Ein berechtigtes Entfernen liegt vor, wenn das Handeln des Täters von einem Rechtfertigungsgrund gedeckt ist. In Betracht kommen hierfür etwa ein rechtfertigender Notstand und eine rechtfertigende Pflichtenkollision. Rettet der Täter beispielsweise eine verunfallte Person, indem er diese in ein Krankenhaus bringt, nimmt er ein Notstandsrecht (§ 34 StGB) wahr und vermeidet hierdurch eine eigene Strafbarkeit wegen unterlassener Hilfeleistung. Kollidierende Pflichten können sich auch aus Straßenverkehrsvorschriften ergeben, etwa aus dem Verbot zum Halten auf dem Seitenstreifen (§ 18 Abs. 8 StVO). Ebenfalls gerechtfertigt entfernt sich, wer vor den drohenden Aggressionen einer angesammelten Menschenmenge flieht.
Ein Fall des entschuldigten Entfernens liegt vor, wenn der Täter aufgrund eines strafrechtlichen Entschuldigungsgrunds schuldlos handelt. Als solcher kommt beispielsweise § 20 StGB in Betracht. Diese Norm ordnet die Schuldlosigkeit des Täters an, wenn er sich in einem Zustand befindet, der die Schuldfähigkeit ausschließt. Dies kann beispielsweise bei einem Schockzustand der Fall sein, in Betracht kommt allerdings auch Volltrunkenheit. Teilweise wird jedoch bestritten, dass letzteres zu einem entschuldigten Entfernen führen kann. Nach dieser Auffassung erfasst Abs. 2 nur solche Fälle, in denen sich der Täter in insgesamt nicht strafbarer Weise entfernt. Derjenige, der sich aufgrund eines Rauschzustands vom Tatort entfernt, macht sich hingegen strafbar, da er bei rauschbedingter Schuldunfähigkeit den Tatbestand des § 323a StGB (Vollrausch) erfüllt. Gegen diese Auffassung wird eingewandt, dass § 142 Abs. 2 StGB allein auf das Vorliegen von Schuldlosigkeit abstellt, ohne auf deren mögliche Ursachen einzugehen.
Dem berechtigten und entschuldigten Entfernen setzte die Rechtsprechung über einen langen Zeitraum hinweg das unvorsätzliche Entfernen gleich. Der Täter konnte sich nach dieser Auffassung auch in solchen Fallkonstellationen nach § 142 Abs. 2 StGB strafbar machen, in denen er erst nach Verlassen des Unfallorts vom Unfall Kenntnis erlangt und es daraufhin unterlässt, Feststellungen zu ermöglichen. Die Gerichte stützten dies darauf, dass die Begriffe des § 142 Abs. 2 Nr. 2 – gerechtfertigt oder entschuldigt – ein Verhalten umschrieben, das dem Täter strafrechtlich nicht vorgeworfen werden könne. Dies treffe auch auf das unvorsätzliche Entfernen zu, da eine fahrlässige Unfallflucht nicht strafbar ist. Diese Argumentation wurde in der Rechtswissenschaft oft als verbotene Analogie und damit als verfassungswidrig kritisiert. Dem schloss sich das Bundesverfassungsgericht mit Beschluss vom 19. März 2007 an, sodass es diese Auslegungspraxis wegen eines Verstoßes gegen das in Art. 103 Abs. 2 GG normierte strafrechtliche Bestimmtheitsgebot für verfassungswidrig erklärte.
Näher ausgestaltet wird der Umfang der Nachholpflicht des Täters durch § 142 Abs. 3 Satz 1 StGB. Dieser Absatz nennt als Mindestvoraussetzungen die Erklärung des Täters, dass er am Unfall beteiligt war und seine Anschrift, seinen Aufenthaltsort, das Kennzeichen und den Standort seines Fahrzeugs bekannt gibt. Darüber hinaus muss er sich für weitere Feststellungen bereithalten. Mögliche Adressaten der Erklärung sind der Geschädigte und Polizeistellen in der Nähe des Unfallorts. Untersagt ist dem Täter nach § 142 Abs. 3 Satz 2 StGB das Vereiteln von Feststellungsbemühungen.

### Täterschaft und Teilnahme
Da § 142 StGB ein Sonderdelikt darstellt, kann nur der Unfallbeteiligte Täter sein. Die Strafbarkeit von Personen, die keine Täter sind, ist daher nur im Wege einer Teilnahme, also Anstiftung und Beihilfe, möglich. Beide Beteiligungsformen setzen allerdings voraus, dass es eine Person gibt, die den Tatbestand des § 142 StGB rechtswidrig als Täter verwirklicht hat. Hieran fehlt es beispielsweise, wenn jemand einen Unfall verursacht, ohne dies zu merken, denn § 142 StGB erfordert, dass der Täter um den Unfall weiß. Bemerkt nun ein Beifahrer den Unfall und hält den Unfallverursacher dazu an, den Unfallort zu verlassen, macht sich dieser nicht wegen Anstiftung zur Unfallflucht strafbar, weil es an einer Haupttat fehlt, zu der angestiftet werden könnte. Eine Unterstützung des Täters nach der Flucht vom Tatort, etwa durch unberechtigtes Verschweigen seiner Identität, kann eine Strafvereitelung (§ 258 StGB) darstellen.
Eine Beihilfe stellen Handlungen dar, die den Täter in irgendeiner Weise bei dessen Verwirklichung der tatbestandsmäßigen Handlungen unterstützen. Hierbei kommen sowohl eine physische Hilfe, etwa das Wegführen des Unfallfahrers, als auch psychische Hilfe, etwa das Bestärken des Entschlusses des Täters, den Unfallort zu verlassen, in Betracht. Ein Fall der Beihilfe liegt ebenfalls vor, wenn jemand im Prozess wahrheitswidrig vorgibt, selbst gefahren zu sein.
Eine Beihilfe ist auch durch Unterlassen möglich. Hierfür ist eine Garantenstellung des Gehilfen notwendig. Eine solche besteht, wenn den Täter die Pflicht trifft, den Erfolgseintritt abzuwenden. Eine derartige Pflicht kann sich aus der Verfügungsgewalt über das Tatfahrzeug ergeben. Eine taugliche Beihilfehandlung sah die Rechtsprechung darin, dass der Fahrzeugeigentümer, der als Beifahrer mitfuhr, den Fahrer, der den Unfall mit dem Wagen des Beifahrers verursacht hat, nicht an der Weiterfahrt mit dem Unfallwagen gehindert hatte.

### Vorsatz
Eine Strafbarkeit wegen Unfallflucht erfordert gemäß § 15 StGB, dass der Täter mit zumindest bedingtem Vorsatz handelt, er also billigend in Kauf nimmt, dass er die Tatbestandsmerkmale verwirklicht. Daher muss der Täter zunächst ernsthaft damit rechnen, dass er sich an einem Unfall beteiligt hat, der zu einem nicht unerheblichen Schaden geführt hat. Ferner muss er erkennen, dass er sich entfernt, ohne seinen Pflichten zugunsten des Feststellungsberechtigten nachgekommen zu sein.
Unterliegt der Täter bezüglich eines Tatbestandsmerkmals einer Fehlvorstellung, liegt ein Tatbestandsirrtum im Sinne von § 16 StGB vor, der zum Vorsatzausschluss und damit zum Ausschluss einer Strafbarkeit nach § 142 StGB führt. So verhält es sich etwa regelmäßig, wenn der Täter irrtümlich annimmt, es sei kein oder allenfalls ein völlig unerheblicher Schaden eingetreten, oder wenn er sich entfernt, um die Polizei oder den Geschädigten zu informieren. Entfernt sich der Täter, weil er fälschlich annimmt, es seien keine feststellungsbereiten Personen anwesend, fehlt ihm bezüglich § 142 Abs. 1 Nr. 1 StGB der Vorsatz; möglich bleibt allerdings eine Strafbarkeit nach § 142 Abs. 1 Nr. 2 StGB. Schließlich lässt auch die irrige Vorstellung, der Geschädigte habe ins Entfernen eingewilligt, den Vorsatz entfallen (sog. Erlaubnistatbestandsirrtum). So kann es sich etwa verhalten, wenn der Täter aufgrund der eindeutigen Sach- und Rechtslage davon ausgeht, dem Geschädigten genüge es, wenn er einen Zettel mit seinem Namen und seiner Anschrift am Unfallort zurücklässt.

## Versuch, Vollendung und Beendigung
Da die Unfallflucht ein Vergehen darstellt, folgt die Versuchsstrafbarkeit nicht aus § 23 Abs. 1 StGB. Da § 142 StGB keine Versuchsstrafbarkeit nennt, ist der Versuch der Verkehrsunfallflucht straflos.
Die Tat des Abs. 1 ist vollendet, sobald der Täter den Unfallort verlassen hat. Beendet ist sie, wenn sich der Täter so weit entfernt hat, dass er nicht mehr damit rechnen muss, zur Duldung von Feststellungen zum Unfall aufgefordert zu werden.

## Prozessuales und Strafzumessung

### Strafrahmen und Verfolgbarkeit
Die Tat kann mit Geldstrafe oder mit Freiheitsstrafe bis zu drei Jahren sanktioniert werden. Aspekte, die die Strafzumessung beeinflussen können, sind die Schwere des Unfalls und das Ausmaß der Beeinträchtigung der Beweissicherung.
Die Tat wird als Offizialdelikt von Amts wegen verfolgt. Mit der Beendigung der Tat beginnt die Verfolgungsverjährung. Die Verjährungsfrist beträgt gemäß § 78 Abs. 3 Nr. 4 StGB fünf Jahre.

### Fahrverbot und Entziehung der Fahrerlaubnis
Weiß der Täter oder kann er es wissen, dass bei dem Unfall ein Mensch getötet oder nicht unerheblich verletzt worden oder an fremden Sachen bedeutender Schaden entstanden ist, hat dies in der Regel gemäß § 69 Abs. 2 Nr. 3 StGB die Entziehung der Fahrerlaubnis zur Konsequenz.
In anderen Fällen kommt die Verhängung eines Fahrverbots (§ 44 StGB) bis zu sechs Monaten in Betracht. Die Frage ab wann ein bedeutender Schaden vorliegt, wird uneinheitlich gehandhabt. Sie liegt nach überwiegender Ansicht derzeit bei ca. 1.300 € Fremdschaden. Da diese Schadenshöhe schon bei kleineren Kollisionen erreicht werden kann, wird in Teilen der Literatur und Rechtsprechung eine deutliche Anhebung der Schwelle gefordert. Bei Überschreiten der Schwelle wird die Fahrerlaubnis häufig schon vor der Terminierung einer Hauptverhandlung gem. § 111a StPO vorläufig entzogen. Mit der Verurteilung wird im Regelfall eine Sperre verhängt, vor deren Ablauf die Fahrerlaubnisbehörde die Fahrerlaubnis nicht wieder erteilen darf. Der Verteidiger eines wegen einer Unfallflucht Angeklagten muss versuchen, dass diese Sperre nicht ausgesprochen oder im Vergleich zum Strafbefehl möglichst kürzer gehalten wird. Dazu können die Darlegung entlastender Umstände bei der Tat und von besonderen Härten bei länger andauernden Entzug beitragen.
Kommt es zu einem Einzug des Führerscheins, werden dem Täter für die Tat im Fahreignungsregister drei Punkte eingetragen, andernfalls zwei. Sofern sich der Täter in der Probezeit befand, wird diese um zwei Jahre verlängert und der Täter zur Teilnahme an einem Aufbauseminar verpflichtet. Ferner kann nach § 74 StGB das Fahrzeug eingezogen werden, mit dem sich der Täter vom Unfallort entfernte.

### Tätige Reue, §142 Abs.4 StGB
Hat sich der Unfallbeteiligte nach § 142 Abs. 1 oder 2 StGB strafbar gemacht, kann Abs. 4 der Norm zum Zuge kommen. Dessen Regelung bietet dem Verursacher die Möglichkeit, eine Strafmilderung oder sogar Straffreiheit zu erlangen, wenn er innerhalb von 24 Stunden nach dem Unfall die notwendigen Feststellungen ermöglicht. Voraussetzung hierfür ist, dass sich der Unfall nicht im fließenden Verkehr ereignet hat. Nur bei Unfällen im ruhenden Verkehr, etwa bei Parkremplern, besteht also die Möglichkeit zur Strafmilderung. Ferner dürfen weder ein Personenschaden, noch ein bedeutender Sachschaden entstanden sein. Für letzteres wird – wie bei § 69Abs. 2 Nr. 3 StGB – überwiegend eine Schwelle von 1.300 € angenommen, wobei es allein auf Fremdschäden ankommt. Schließlich muss der Täter die Feststellungen freiwillig ermöglichen. Hieran fehlt es insbesondere dann, wenn die Polizei den Sachverhalt bereits aufgeklärt hat.
Liegen die Voraussetzungen des Abs. 4 vor, kann das Gericht nach eigenem Ermessen die Strafe abmildern oder ganz von Strafe absehen. Der Straftatbestand bleibt also verwirklicht, weshalb auch bei tätiger Reue ein Eintrag ins Fahreignungsregister mit zwei Punkten sowie versicherungsrechtliche Nachteile drohen.

## Gesetzeskonkurrenzen
Werden im Zusammenhang mit einer Tat nach § 142 StGB weitere Delikte verwirklicht, können diese zur Unfallflucht in Gesetzeskonkurrenz stehen. Ob es sich hierbei um ein Verhältnis der Tateinheit oder der Tatmehrheit handelt, hängt gemäß § 52, § 53 StGB davon ab, ob der Täter die weiteren Delikte durch seine nach § 142 StGB strafbare Handlung oder durch andere, selbstständige Handlungen verwirklicht.
Tateinheit besteht im Anwendungsbereich des § 142 Abs. 1 StGB zu Taten, die durch die Fluchthandlung verwirklicht werden. Ermöglicht der Täter etwa seine Flucht, indem er mit seinem Wagen ein Polizeifahrzeug aus dem Weg rammt, steht § 142 StGB in Tateinheit zum Widerstand gegen Vollstreckungsbeamte (§ 113 StGB) und zum Gefährlichen Eingriff in den Straßenverkehr (§ 315b StGB). Entsprechendes gilt, wenn der Täter durch seine Flucht einen anderen nötigt (§ 240 StGB), verletzt (§ 223 StGB) oder tötet. Flieht der Täter mit seinem Fahrzeug im Zustand der alkoholbedingten Fahruntüchtigkeit steht die Flucht in Tateinheit zur Trunkenheitsfahrt (§ 316 StGB). Im Anwendungsbereich des § 142 Abs. 2 StGB kommt Tateinheit in Betracht, wenn der Täter versucht zu verschleiern, dass er am Unfall beteiligt war; so etwa durch die Falschmeldung (§ 145d StGB), dass Unfallfahrzeug sei vor dem Unfall gestohlen worden.
In Tatmehrheit steht § 142 StGB zu Taten, die zum Unfall geführt haben, da diese mit dem Unfalleintritt abgeschlossen werden und die Unfallflucht auf einem neuen, hiervon unabhängigen Tatentschluss beruht. Dies gilt etwa für eine vorangegangene Trunkenheitsfahrt.
Verstöße gegen § 34 Abs. 1 Nr. 1, 2, 5 und 6b sowie gegen Abs. 3 der Straßenverkehrs-Ordnung sind gegenüber § 142 StGB subsidiär, treten also hinter den Straftatbestand zurück.

## Kriminologie
Das Bundeskriminalamt gibt jährlich eine Statistik über alle in Deutschland gemeldeten Straftaten heraus, die Polizeiliche Kriminalstatistik. Diese erfasst jedoch nicht den Tatbestand des § 142 StGB, was es im Vergleich zu anderen Straftatbeständen erschwert, zuverlässige statistische Aussagen zu treffen. So ist bereits nicht bekannt, wie viele Fälle jährlich angezeigt werden. Näherungsweise lässt sich die Anzahl mithilfe von Statistiken des Kraftfahrt-Bundesamts und der Landespolizeibehörden ermitteln. Als sicher gilt, dass die Unfallflucht zur Massenkriminalität zählt. Schätzungen gehen von rund 250.000, 300.000 oder 400.000 polizeilich registrierten Unfallfluchten pro Jahr aus. Die Anzahl der jährlichen Verurteilungen liegt bei etwa 40.000.
Vermutet wird bei dem Delikt allerdings ein großes Dunkelfeld. Die Dunkelziffer wird teilweise auf 1:10 geschätzt, auf eine gemeldete Unfallflucht kommen hiernach also zehn tatsächlich begangene. Andere vermuten, dass die Dunkelziffer noch deutlich höher liegt. Als mitverantwortliche Ursachen für das große Dunkelfeld werden zu spät erkannte oder zu geringwertige Unfallschäden sowie eigenes Mitverschulden des Unfallgeschädigten angesehen.
Der Großteil der Unfallfluchten betrifft Verkehrsunfälle mit Sachschäden. Die Wahrscheinlichkeit einer Unfallflucht nimmt mit steigendem Wert des durch den Unfall verletzten Rechtsguts ab: Während bei Unfällen mit Personenschäden es vermutlich in weniger als zehn Prozent zu einer Unfallflucht kommt, wird bei geringfügigen Sachschäden eine Fluchthäufigkeit von 15 bis 25 % angenommen. Häufig, nach Schätzungen in mindestens 50 % aller Fälle, wird die Unfallflucht von alkoholisierten Unfallbeteiligten begangen. Die geschätzte Aufklärungsquote liegt im Durchschnitt bei über 40 %, wobei die Quote bei Unfällen mit Personenschäden höher als bei Unfällen mit Sachschäden ist.

## Versicherungsrechtliche Folgen der Unfallflucht
Eine Unfallflucht kann auch als versicherungsrechtliche Obliegenheitsverletzung sowohl für die Haftpflicht- als auch für die Kaskoversicherung gewertet werden. Versicherungsverträge sehen in der Regel vor, dass der Versicherungsnehmer sich unmittelbar nach Eintritt eines Unfalls um dessen Aufklärung zu bemühen hat. Hiergegen verstößt beispielsweise, wer nach Verursachen eines Unfalls sein Fahrzeug erst einige hundert Meter weiter in einer Seitenstraße abstellt und sich am nächsten Tag bei der Polizei meldet und den Unfall anzeigt. Die Obliegenheitsverletzung liegt trotz der nachträglichen Selbstanzeige des Unfalls darin, dass der Täter und Versicherungsnehmer aufgrund der zeitlichen Verzögerung Feststellungen zu einer möglichen Alkoholisierung oder Drogenbeeinträchtigung während des Unfalls vereitelt hat.
Welche Folgen die Verletzung dieser Obliegenheit hat, richtet sich maßgeblich nach dem Verschulden des Versicherungsnehmers. Die Haftpflichtversicherung bleibt gegenüber dem Geschädigten grundsätzlich regulierungsverpflichtet, kann allerdings in den Grenzen des § 6 KfzPflVV beim Versicherungsnehmer Regress nehmen. In der Kaskoversicherung wird eine Unfallflucht grundsätzlich als vorsätzliche Obliegenheitsverletzung gewertet, die dem Versicherer die Möglichkeit einräumt, eine Versicherungsleistung gemäß § 28 Abs. 2 VVG verweigern.